# Bogić Bogićević

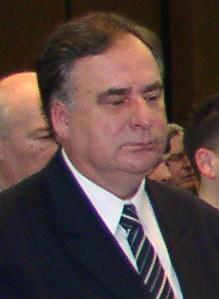
Bogić Bogićević

Bogić Bogićević (serbisch-kyrillisch Богић Богићевић; * 15. Mai 1953 in Ugljevik, FVR Jugoslawien) ist ein bosnischer Politiker. Er war von 1989 bis 1992 der Vertreter der SR Bosnien und Herzegowina im Staatspräsidium Jugoslawiens und der erste demokratisch gewählte Bosnier in diesem Gremium.

## Leben und Wirken
Bogićević wurde in eine serbische Familie im nordostbosnischen Ugljevik geboren. Am 25. Juni 1989 wurde er in einer demokratischen Abstimmung zwischen fünf Kandidaten zum bosnischen Vertreter im Staatspräsidium Jugoslawiens gewählt. In dieser Funktion stimmte er am 12. März 1991 gegen die von Slobodan Milošević beabsichtigte Verhängung des Kriegsrechts in Jugoslawien. Zuvor war damit gerechnet worden, dass Bogićević als Serbe gemeinsam mit den Vertretern Serbiens, Montenegros, der Vojvodina und Kosovos für die Ausweitung der Rechte der Jugoslawischen Volksarmee stimmen würde, was dieser ermöglicht hätte, gegen die Republikführungen in Slowenien, Kroatien und Bosnien-Herzegowina vorzugehen. Überliefert ist Bogićevićs Kommentar zu seiner Entscheidung: „Ich bin Serbe, aber nicht von Beruf.“ In der Folge wurde ihm von Radovan Karadžićs SDS vorgeworfen, nicht im Interesse der bosnischen Serben zu handeln. Später engagierte sich Bogićević in der Sozialdemokratischen Partei SDP und war deren Vizevorsitzender.
Während der Belagerung von Sarajevo 1992–1996 blieb Bogićević in der Stadt. Von 1997 bis 2001 war er Präsident des Olympischen Komitees von Bosnien und Herzegowina. Von 2000 bis 2002 saß er für die SDP im Abgeordnetenhaus von Bosnien und Herzegowina.

### Bürgermeisterwahl 2021
Am 20. November 2020 gab Bogićević bekannt, dass er bereit sei, für eine liberale Vier-Parteien-Koalition gegen die herrschende SDA als Bürgermeisterkandidat in Sarajevo anzutreten. Am 24. März 2021, dem Tag der Wahl, zog er seine Kandidatur zurück und verwies auf politische Konflikte zwischen den vier Koalitionspartnern, die dazu geführt hatten, dass kein Kandidat die Mehrheit erzielte. Einen Tag später wurde er trotz des verkündeten Rückzugs einstimmig zum Bürgermeister gewählt, blieb jedoch bei seiner Ablehnung. Am 8. April 2021 wählte der Stadtrat schließlich Benjamina Karić (SDP) zur neuen Bürgermeisterin.

## Ehrungen
Bogićević ist Ehrenbürger mehrerer bosnischer Städte, darunter Bihać.